# Hypotaurine
Hypotaurine is een sulfienzuur dat optreedt als intermediair in de biosynthese van taurine. Net als taurine, is het actief als neurotransmitter (via de glycinereceptoren).
Hypotaurine ontstaat uit cysteïne (en homocysteïne). In zoogdieren vindt de biosynthese vooral plaats in het pancreas. In de cysteïne-sulfienzuur-route wordt cysteïne eerst met behulp van het enzym cysteinedioxygenase geoxideerd tot het overeenkomstige sulfienzuur. Cysteïnesulfienzuur op zijn beurt wordt gedecarboxyleerd door sulfinoalaninedecarboxylase waarbij hypotaurine ontstaat. Hypotaurine wordt verder enzymatisch geoxideerd door hypotaurinedehydrogenase waarbij taurine ontstaat.

Hypotaurine (3) als intermediair tussen cysteïne (1) en taurine (4).